# Lee Spick
Lee Spick (* 25. April 1980 in Mansfield; † 26. Januar 2015) war ein englischer Snookerspieler. Zwischen 2000 und 2015 spielte er fast 9 Jahre als Profi auf der Snooker Main Tour.

## Karriere
Lee Spicks Vater besaß einen Snooker-Club in Mansfield und als Jugendlicher kam er in Kontakt mit Profis wie Jason Ferguson und Gary Wilkinson, mit dem ihn später eine Freundschaft verband. Schon in jungen Jahren war er erfolgreich, er gewann 1994 die englische U-15-Meisterschaft und spielte in der englischen Jugendauswahl. Mit 17 Jahren nahm er erstmals an einem offenen Profiturnier teil, der Benson & Hedges Championship. Er gewann unter anderem gegen Matthew Stevens und kam immerhin unter die Letzten 64. Bei der Weltmeisterschaft 2000 schaffte er es nach Siegen über zwei Top-100-Spieler bis unter die Letzten 96. Sporadisch spielte er auch bei Qualifikationsturnieren der UK Tour, 2000 wurde er dann mit 20 Jahren Profi.
In der Saison 2000/01 gelangen ihm aber nur eine Handvoll Siege. Bei der Benson & Hedges Championship erreichte er zwar mit Siegen über Dean Reynolds und Brian Morgan das Viertelfinale, das Turnier brachte aber keine Punkte für die Weltrangliste. Deshalb verlor er seinen Profistatus wieder und musste im Jahr darauf Challenge-Tour-Turniere spielen. Eines davon gewann er, zweimal erreichte er das Viertelfinale, damit erreichte er Platz 2 der Tourwertung. Parallel gewann er auch ein Event der WSA Open Tour, doch die Challenge Tour reichte bereits für die Rückkehr auf die Profitour aus. Aber auch die Saison 2002/03 verlief nicht erfolgreicher als sein Debütjahr und er verlor erneut den Profistatus.
Die nachfolgende Challenge Tour verlief nicht so erfolgreich, nur einmal erreichte er ein Halbfinale und verpasste damit die Top 8 der Gesamtwertung. In der Saison 2004/05 war er mit zwei Achtelfinals zwar kaum erfolgreicher, unter allen Teilnehmern erreichte er in der Tourwertung aber Platz 2 und so kehrte er wieder auf die Profitour zurück. Zuvor übertraf er bei der Weltmeisterschaft 2005 sein bis dahin bestes Ergebnis. Mit Siegen über Ding Junhui und Björn Haneveer kam er unter die Letzten 64.
In seiner dritten Profi-Saison 2005/06 waren wieder die beiden Turniere herausragend, in denen er bis dahin besonders erfolgreich gewesen war. Beim Masters Qualifying Event, dem ehemaligen Benson-&-Hedges-Turnier, kam er ins Achtelfinale. Bei der Weltmeisterschaft 2006 verlor er in der Runde der Letzten 48 mit 9:10 und 46:56 im Entscheidungsframe gegen John Parrott und verpasste ganz knapp die Hauptrunde im Crucible Theatre. In der Saison darauf erreichte er bei den China Open ebenfalls die Runde der Letzten 48. Am Ende der Saison 2006/07 stieß er damit bis auf Platz 65 der Weltrangliste vor.
Die Runde der Letzten 48 bei den China Open konnte er auch im Jahr darauf wiederholen. Ein Jahr später war wieder die Weltmeisterschaft sein bestes Turnier, wieder verpasste er nur knapp das Crucible und verlor 8:10 gegen Steve Davis. Da er sonst aber nicht über die Letzten 64 hinauskam, stagnierte er in der Weltrangliste. In der Saison 2009/10 erreichte er zwar beim Shanghai Masters ebenfalls die Runde der Letzten 48, sonst verlor er aber alle Auftaktmatches. Damit fiel er in der Weltrangliste auf Platz 80 und verlor nach fünf Jahren in Folge auf der Main Tour zum dritten Mal seinen Profistatus.
Im Jahr darauf spielte er nur Players Tour Championship mit wenig Erfolg. 2011 und ein weiteres Mal 2012 versuchte er die Main-Tour-Rückkehr über die Q School, scheiterte aber bei allen Turnieren spätestens im Gruppenhalbfinale. Daraufhin erklärte er, auch wegen persönlicher Probleme, mit 32 Jahren seinen Abschied vom Profisnooker. Trotzdem ließ er sich 2013 noch einmal zur Teilnahme an der Q School überreden. Diesmal erreichte er im letzten Turnier sein Gruppenfinale und besiegte Duane Jones mit 4:2. Damit kehrte er zur Saison 2013/14 noch einmal auf die Main Tour zurück. Obwohl er anfänglich noch für einige Turniere gemeldet hatte, trat er nur noch zweimal an. Er war in finanziellen Schwierigkeiten und konnte sich ohne Unterstützung eines Sponsors die Turnierteilnahmen nicht mehr leisten. Trotz einer Startberechtigung bis zum Ende der Saison 2014/15 nahm er ab Ende 2013 keine Profiturniere mehr wahr.
Anfang 2015 wurde bekannt, dass er wegen Problemen mit seiner Leber ins Krankenhaus eingeliefert worden war und auf die Intensivstation kam. Er starb am 26. Januar im Alter von 34 Jahren.

## Turnierergebnisse
Ranglistenturniere:
- Runde der Letzten 64: Weltmeisterschaft (2006, 2009), China Open (2007, 2008), Shanghai Masters (2009)

Andere Profiturniere:
- Viertelfinale: Benson & Hedges Championship (2000, 2001)
- Achtelfinale: Masters Qualifying Event (2005)

Qualifikationsturniere:
- Siege: Challenge Tour (2002 – Event 3), WSA Open Tour (2002 – Event 5) Q School (2013/3)
- Halbfinale: Challenge Tour (2004 – Event 4)

Amateurturniere:
- Sieger: Englische U-15-Meisterschaft (1994)